# Selenops bastet
Espèce
Selenops bastet est une espèce d'araignées aranéomorphes de la famille des Selenopidae.

## Distribution
Cette espèce est endémique d'Égypte.

## Description
La femelle holotype mesure 10,12 mm

## Étymologie
Cette espèce est nommée en l'honneur de Bastet.

## Publication originale
- Zamani & Crews, 2019 : The flattie spider family Selenopidae (Araneae) in the Middle East. Zoology in the Middle East, p. 65, no 1, p. 79-87.